# Episodi di Dollface (prima stagione)
La prima stagione della serie televisiva Dollface è stata interamente pubblicata negli Stati Uniti il 15 novembre 2019, sulla piattaforma streaming Hulu.
In Italia la stagione è stata resa disponibile dal 5 marzo al 7 maggio 2021, su Disney+.
| nº | Titolo originale | Titolo italiano     | Pubblicazione USA | Pubblicazione Italia |
| -- | ---------------- | ------------------- | ----------------- | -------------------- |
| 1  | Guy's Girl       | La ragazza del tipo | 15 novembre 2019  | 5 marzo 2021         |
| 2  | Homebody         | Pantofolaia         | 15 novembre 2019  | 12 marzo 2021        |
| 3  | Mystery Brunette | Moretta misteriosa  | 15 novembre 2019  | 19 marzo 2021        |
| 4  | Fun Friends      | L'amica divertente  | 15 novembre 2019  | 26 marzo 2021        |
| 5  | Beauty Queen     | Regina di bellezza  | 15 novembre 2019  | 2 aprile 2021        |
| 6  | History Buff     | Patita di storia    | 15 novembre 2019  | 9 aprile 2021        |
| 7  | F*** Buddy       | Lo s***amico        | 15 novembre 2019  | 16 aprile 2021       |
| 8  | Mama Bear        | Mamma chioccia      | 15 novembre 2019  | 23 aprile 2021       |
| 9  | Feminist         | Femminista          | 15 novembre 2019  | 30 aprile 2021       |
| 10 | Bridesmaid       | Damigella d'onore   | 15 novembre 2019  | 7 maggio 2021        |